# Slow Food
Pour les articles homonymes, voir Slow (homonymie).
Slow Food (restauration lente) est un mouvement international qui a pour principal objectif de sensibiliser les citoyens à l'écogastronomie et à l'alterconsommation.
Son action se concrétise à travers plusieurs projets parmi lesquels : l'Arche du goût, le salon Gusta Terra Madre, le Presidio, l'université des sciences gastronomiques, le salon international du goût, etc.
Il est fondé en Italie en 1986 par Carlo Petrini en réaction à l'émergence du mode de consommation de type restauration rapide. Association internationale à but non lucratif, elle est reconnue par l'Organisation des Nations unies pour l'alimentation et l'agriculture (ou FAO) et possède son siège à Bra au sud de Turin.
Son logo est un escargot qui symbolise un mouvement très lent.

## Historique

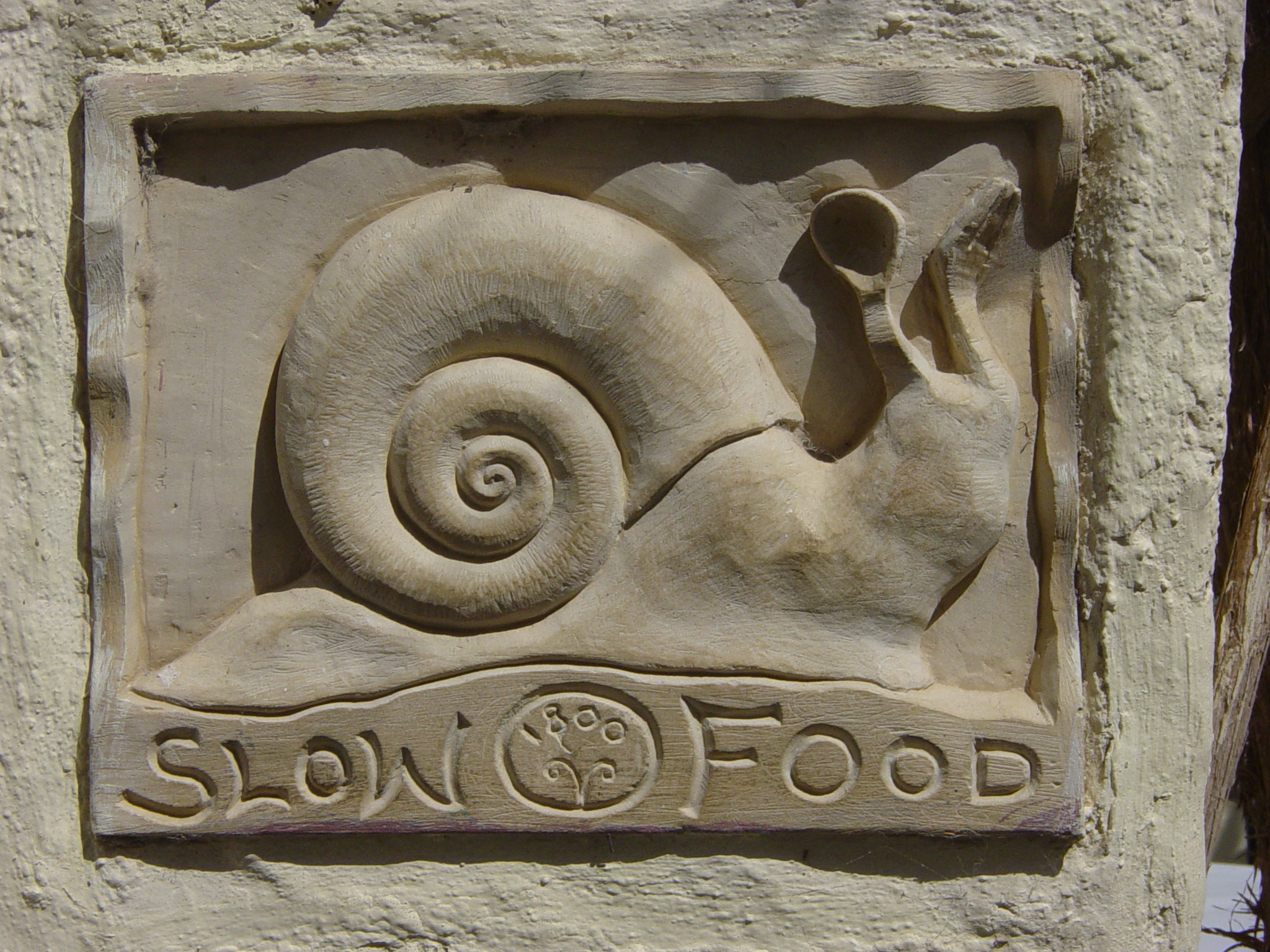
Logo de l'association sur la façade d'un restaurant à Santorin.

Le mouvement prend ses racines en 1986 dans les Langhes où un groupe d'amis (œnologues, historiens et sociologues) — ayant pour passion commune l'établissement de rapport clair entre le plaisir, l'origine des aliments et la vie rurale — se réunit autour des valeurs de bonhomie et de la bonne nourriture simple : cette association est alors nommée « Arcigola » et élit Carlo Petrini comme président.
La même année, il est décidé d'installer un restaurant McDonald's en plein cœur de Rome. Face à cette marée d'homogénéisation culinaire et délaissant les méthodes de guérilla, les militants d'Arcigola proposent une stratégie à long terme comme alternative à la restauration rapide. Son objectif principal : « réduire la fracture, d'un côté, entre les consommateurs fortunés qui recherchaient de bons produits authentiques cultivés par des gens pauvres et qui s'appauvrissaient encore en perpétuant leurs pratiques traditionnelles. De l’autre côté, les petits consommateurs contraints d’acheter des aliments de mauvaise qualité mais peu chers, produits par des industriels immensément puissants ».
Devant l'ampleur de ce nouveau défi et l'urgence de sa mission, l'association prend le nom de « Slow Food ». Le projet naissant est soutenu par des milliers d'Italiens et rassemble d'autres membres au niveau international. En décembre 1989, le mouvement s'internationalise avec la signature de son premier manifeste, à l'Opéra-Comique de Paris.

## Structure
En 2009, l'association est présente dans une centaine de pays, compte près de 100 000 adhérents et près de 1 000 convivia.
L'association Slow Food France a été fondée en 1989 et rassemble en 2009 environ 2 000 adhérents qui se réunissent autour des initiatives de 45 « Conviviums » locaux, actifs sur tout le territoire français et dont la liste se trouve sur leur site.
Slow Food est présent dans 160 pays en 2022. La 14e édition du salon Terra Madre s’est tenue fin septembre 2022 à Turin et a réuni plus de 600 producteurs internationaux pour débattre des nouveaux enjeux mondiaux.

## Objectifs
- S'opposer aux effets dégradants de l'industrie agroalimentaire et de la culture de la restauration rapide qui standardisent les goûts[4]
- Défendre la biodiversité alimentaire au travers des projets de l'Arche du goût et des Sentinelles
- Promouvoir les effets bénéfiques de la consommation délibérée d'une alimentation locale et de nourriture indigène
- Promouvoir une philosophie du plaisir
- Encourager le tourisme attentif et respectueux de l'environnement et les initiatives de solidarité dans le domaine alimentaire (voir aussi écotourisme)
- Réaliser des programmes d'éducation du goût pour les adultes et les enfants
- Travailler pour la sauvegarde et la promotion d'une conscience publique des traditions culinaires et des mœurs
- Aider les producteurs-artisans de l'agroalimentaire qui font des produits de qualité

## Salons
Des salons alimentaires importants sont organisés, comme celui du Goût de Turin et le salon « Cheese » (salon des fromages du monde, à Bra). Ils sont devenus en l'espace de dix ans des références internationales.
Le 15 septembre 2007 a eu lieu la première journée nationale de l’écogastronomie, portée par les trente-huit antennes françaises des écogastronomes.
En France, le salon « Aux origines du goût » à Montpellier a assis en trois éditions la forte présence de l’écogastronomie dans le sud. Les 17 et 18 mai 2008 a eu lieu le salon « Savoirs et saveurs de montagne » à Gap dans des Hautes-Alpes, consacré aux produits alimentaires des zones de montagne. Il est organisé dans le contexte d'un projet Interreg financé par l’union européenne intitulé « Le tour des savoirs et des saveurs de la montagne ».
Les 13 et 14 juin 2009 a eu lieu à Gap le deuxième salon « Savoirs et Saveurs de Montagne », organisé par le convivium Coolporteur, qui est consacré aux produits de la montagne. Il est soutenu par la ville de Gap et le Pays Gapençais[source insuffisante].
Du 27 au 30 novembre 2009 a eu lieu dans la ville de Tours la première édition de Euro Gusto, biennale européenne du goût, un grand rendez-vous européen du goût, de l'alimentation, de la biodiversité agricole et des savoir-faire,.
Le 10 décembre 2009, Domenico Longo accueille dans son restaurant, le deuxième rendez-vous annuel de la Terra Madre. À cette occasion, il prépare pour les convives un menu composé de plats traditionnels avec des ingrédients biologiques et issus du marché équitable.
Les 22 et 23 mai 2010 a eu lieu à Gap, Hautes-Alpes, le troisième salon (Savoirs et saveurs de montagne), organisé par le « convivium Slow Food Coolporteur », qui est consacré aux produits de la montagne et de la région Provence-Alpes-Côte d'Azur. Il est soutenu par la ville de Gap et le Pays gapençais.
La biennale européenne du goût et de l'alimentation Euro Gusto organise le 18, 19 et 20 novembre 2011 sa deuxième édition à Tours.
Le projet Résalis fut lancé lors des assises de Niort sur les réseaux d'alimentation de proximité du 7 décembre 2011, en partenariat avec Colibris, porteur des valeurs de Pierre Rabhi. Ce sont près de 300 professionnels intéressés par l’écogastronomie, notamment les circuits courts et la restauration hors domicile. Cette expérience globale pour des réseaux locaux tendant à l'autosuffisance alimentaire à l'échelle d'un département est unique. Le concept « Résalis » trouve largement son origine dans la notion d'écorégion, inventée par Emmanuel Bailly. Producteurs, transformateurs, cuisiniers, chargés de mission, responsables de filières et élus ont pu ainsi échanger, faire part de leurs doutes et de leurs envies lors d'un forum ouvert qui sera suivi de travaux locaux impliquant les acteurs économiques des territoires, dans l'esprit des valeurs de l’écogastronomie.

## Filmographie
- (it) Slow Food Story : film-documentaire de Stefano Sardo qui retrace l'histoire du mouvement créé, il y a 25 ans, par Carlo Petrini. Le film a été présenté le 12 février 2013 lors de la 7e édition de la section « Cinéma culinaire » du Festival de Berlin[11].